# David Janson
David Janson (Londen, 30 maart 1950) is een Engels acteur. Sinds de jaren zestig heeft hij allerlei rollen in diverse televisieseries gespeeld. Hij speelde Herr Flick in de laatste reeks van 'Allo 'Allo!. Ook in de reeks daarvoor speelde hij al een gastrolletje. Ook speelde hij enkele malen postbode Michael in Keeping Up Appearances.
David Janson moet niet worden verward met de eveneens Britse acteur David Jason.

## Filmografie
- Journal of a Contract Killer (2008) - Producer
- Down to Earth televisieserie - Jimmy Burden (Afl., Sisterly Feelings, 2005)
- Shine on Harvey Moon televisieserie - Roger (Episode 5.10, 1995)
- The Upper Hand televisieserie - Terry Cunningham (Afl., The Far Pavilion, 1993)
- Keeping Up Appearances televisieserie - Michael de postbode (Afl., Early Retirement, 1992|Iron Age Remains, 1992|A Job for Richard, 1993|Please Mind Your Head, 1993)
- 'Allo 'Allo! televisieserie - Herr Otto Flick (6 afl., 1992)
- 'Allo 'Allo! televisieserie - (nep) Adolf Hitler (Episode 8.3, 1992)
- Ever Decreasing Circles televisieserie - Mr. Ellison (Afl., Moving On, 1989)
- Brush Strokes televisieserie - Steve (Episode 2.4, 1987|Episode 2.5, 1987|Episode 2.7, 1987|Episode 3.1, 1988|Episode 3.2, 1988)
- T-Bag Strikes Again televisieserie - Ali Barber (Afl., Ali Barber, 1986)
- Don't Rock the Boat televisieserie - Billy Hoxton (1982-1983)
- Grundy televisieserie - Murray (Afl. onbekend, 1980)
- Get Some In! televisieserie - Ken Richardson (Afl. onbekend, 1975)
- Z Cars televisieserie - Harry (Afl., Pastime, 1974)
- Z Cars televisieserie - Joe Barnes (Afl., Hi-Jack, 1973)
- The Brothers televisieserie - Benson (Afl., Errors of Judgement, 1973)
- Dixon of Dock Green televisieserie - Dave (Afl., Conspiracy of Silence, 1972)
- Jason King televisieserie - Pietro (Afl., A Royal Flush, 1972)
- Doomwatch televisieserie - McPherson (Afl., By the Pricking of my Thumbs..., 1971)
- Softly Softly televisieserie - Jimmy Yorland (Afl., The Aggro Boy, 1970)
- The Newcomers televisieserie - Jimmy Harker (1965-1969)
- Andy's Game (Mini-serie, 1965) - Peter
- The Indian Tales of Rudyard Kipling televisieserie - Rol onbekend (Afl., The Return to Imray, 1964)
- A Hard Day's Night (1964) - Jonge jongen